# Anton Schweitzer
Anton Schweitzer (ochrzczony 6 czerwca 1735 w Coburgu, zm. 23 listopada 1787 w Gocie) – niemiecki kompozytor.

## Życiorys
Początkowo działał na dworze księcia Ernesta Fryderyka w Hildburghausen, gdzie był członkiem chóru chłopięcego, a także grał na altówce i wiolonczeli w orkiestrze książęcej. Dzięki protekcji księcia w 1758 roku wyjechał do Bayreuth, gdzie podjął studia muzyczne u Jakoba Friedricha Kleinknechta. W latach 1764–1766 przebywał we Włoszech. Po powrocie do Hildburghausen został nadwornym kapelmistrzem. Po rozwiązaniu w 1769 roku orkiestry książęcej został wędrownym muzykiem, podróżując z trupą teatralną Abla Seylera. W 1771 roku otrzymał angaż na dworze w Weimarze, gdzie zdobył sobie sławę jako twórca oper. Po pożarze weimarskiego teatru książęcego w 1774 roku przeniósł się do Goty. W 1778 roku został następcą Georga Antona Bendy na stanowisku nadwornego kapelmistrza w Gocie.

## Twórczość
Jako twórca operowy współpracował z poetą Christophem Martinem Wielandem, który pisał dla niego libretta. W 1773 roku wystawił w Weimarze operę Alcesta do tekstu Wielanda, pierwszą w języku niemieckim operę w typie włoskiej opery seria. Opera ta cieszyła się dużym sukcesem i w kolejnych latach była wystawiana m.in. w Lipsku, Mannheimie, Dreźnie, Kolonii, Frankfurcie nad Menem, Monachium, Berlinie, Hamburgu, Gdańsku i Pradze. Doczekała się licznych opracowań i nawiązań w literaturze, choć z drugiej strony Johann Wolfgang von Goethe, Wolfgang Amadeus Mozart i Georg Joseph Vogler krytykowali ją za płaskie libretto i braki muzyczne.
Poza Alcestą skomponował też m.in. singspiele Die Dorfgala (wyst. Weimar 1772) i Rosamunde (wyst. Mannheim 1780), dramat liryczny Die Wahl des Herkules (wyst. Weimar 1773), melodramat Pygmalion do tekstu Jeana-Jacques’a Rousseau (wyst. Weimar 1772; zaginiony), ponadto tworzył symfonie, utwory fortepianowe, muzykę baletową.